# Problème du sofa

Le sofa de Hammersley n'a pas l'aire maximale connue.

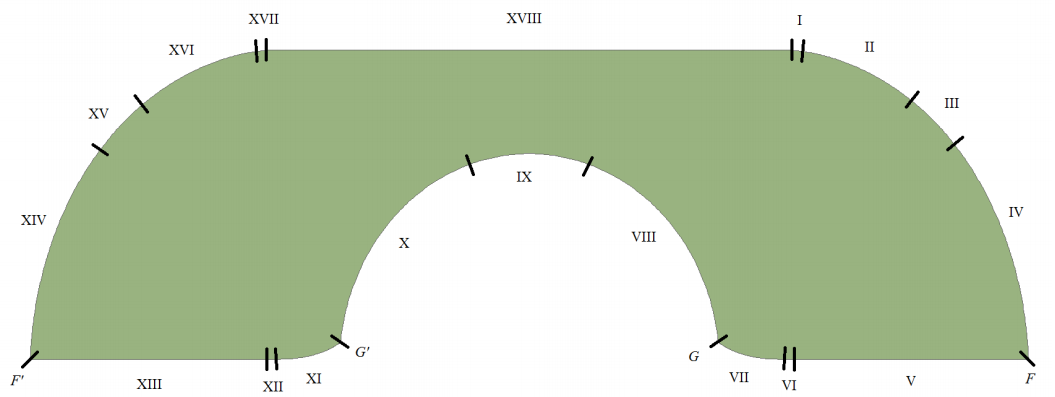
Le sofa de Gerver avec 18 sections de courbes.

Le problème du sofa est un problème mathématique conceptuel formalisé par le mathématicien Leo Moser en 1966. Il s'agit de trouver le sofa d'aire maximale que l'on peut déplacer horizontalement dans un couloir d'un mètre de large avec un angle droit. 
Problème qui n'est pas encore officiellement considéré comme résolu, malgré la publication d'un document allant dans ce sens par un post-doctorant en 2024, il a déjà été débattu plusieurs fois de façon informelle auparavant.

## Limites inférieure et supérieure
Les travaux menés rapportent que l’aire maximale, notée {\displaystyle A} (et souvent appelée constante du canapé) ne peut pas être inférieure ou supérieure à certaines valeurs (bornes inférieures et bornes supérieures).

### Limite inférieure
Une borne inférieure vaut {\displaystyle A\geq \pi /2\approx 1,57079}. Cela vient du fait qu'un sofa ayant la forme d'un demi-disque de rayon 1, peut tourner dans le coin.
John Hammersley a trouvé une limite inférieure de {\displaystyle A\geq \pi /2+2/\pi \approx 2.2074} basé sur la forme ressemblant à un téléphone (voir l'animation ci-dessus), composé de deux quarts de rayon 1 de chaque côté d'un rectangle de 1 par {\displaystyle 4/\pi } à partir duquel un demi-disque de rayon {\displaystyle 2/\pi } a été retiré,.

Chevauchement du canapé de Hammersley (rouge) et le canapé de Gerver (bleu)

Joseph Gerver a trouvé un canapé décrit par 18 sections de courbes, chacune prenant une forme analytique lisse. Cela a augmenté la limite inférieure pour la constante du sofa à environ 2,2195,.
Le 29 novembre 2024, Jineon Baek, post-doctorant à l'Université Yonsei à Séoul, a publié sur ArXiv un document prétendant avoir résolu le problème, en démontrant que le canapé de Gerver était optimal. Si la preuve s'avère être vérifiée, elle résoudrait ce problème ouvert depuis une soixantaine d'années au moment de sa publication.

### Limite supérieure
Hammersley a également trouvé une limite supérieure, montrant que le sofa occupe au plus {\displaystyle 2{\sqrt {2}}\approx 2{,}8284} unités,.
Yoav Kallus et Dan Romik ont démontré en juin 2017 que le sofa ne pouvait pas occuper plus de {\displaystyle 2{,}37} unités.